# 舜天王統
舜天王統（しゅんてんおうとう）は、舜天を祖とする王統で、1187年（淳煕14年）から1259年（開慶元年）の間、3代73年にわたり、「琉球国中山王」として王位に就いたとされる。

## 舜天王統について
舜天王統は、舜天を祖とする王統の通称名で、1187年（淳煕14年）から1259年（開慶元年）、3代73年続いたとされる。しかし、この王統自体、存在さえ不明であり、実在しない伝説上の王統と考えられる。15世紀または16世紀頃、第二尚氏が天孫氏、舜天、英祖の子孫であると称するようになって、史記に系譜的に組み立てたものと思われる。
舜天王統の各王の名前は、『おもろさうし』や『歴代宝案』に見受けられる琉球人の名前における漢字・かな表記とは特殊で、後世になって付けられた諡（おくりな）ではないかと思われる。『中山世譜』によれば、各王の姓を、「源（みなもと）」としている。これは、初代・舜天の父とされる「鎮西八郎為朝公」（源為朝）による。『中山世鑑』『おもろさうし』『鎮西琉球記』によると、源為朝は沖縄の地に逃れ、その子が舜天になったとされ、この話が後に曲亭馬琴の『椿説弓張月』を産んだ。大正11年（1922）には源為朝上陸の碑が建てられ、表側に「上陸の碑」と刻まれて、その左斜め下にはこの碑を建てることに尽力した東郷平八郎の名が刻まれている。『中山世鑑』を編纂した羽地朝秀は、摂政就任後の康熙12年（寛文13年（1673））3月の『仕置（しおき）』（令達及び意見を記し置きした書）で、琉球の人々の祖先は、かつて日本から渡来してきたのであり、また有形無形の名詞はよく通じるが、話し言葉が日本と相違しているのは、遠国のため交通が長い間途絶えていたからであると語り、源為朝が王家の祖先だというだけでなく琉球の人々の祖先が日本からの渡来人であると述べている（真境名安興『真境名安興全集』第一巻19頁参照。元の文は「窃かに惟ふは此国人生初は、日本より渡りたる儀疑い無く御座候。然れば末世の今に、天地・山川・五形・五倫・鳥獣・草木の名に至る迄皆通達せり。然雖も言葉の余り相違は遠国の上久しく通融絶えたる故也」）。
『中山世譜』によれば、天孫氏王統が王城を首里に築き、舜天やその後の王統も首里城を居城としていたという。しかし、舜天王統は浦添城を居城としていたと伝えられ、首里に遷都したのは、察度王統もしくは三山統一後の第一尚氏王統と思われる。
『中山世鑑』によれば、舜天以降、「琉球国中山王」を継承したとしているが、「琉球国中山王」と君主号を自称したのは、明の朱元璋から招来を受けた察度が始まりとされ、次代の武寧以降から、明より「琉球国中山王」として冊封を受けた。しかし、舜天王統が統治していたとされる頃は、小規模のグスクが各地に点在し、沖縄本島全域を支配した人物は存在しなかったとされ、浦添を拠点とし、沖縄本島中部地域に影響を及ぼしていたと考えられる。
喜舎場一隆は、舜天王統はそれ以前の伝説的王統とは異なり、少なくとも実在した王統の祖であり、舜天は、源為朝が1165年（長寛3年）3月に大島を脱出して鬼ヶ島に渡り、沖縄北部の運天港に上陸、豪族大里按司の妹と通じて尊敦（そんとん）を生み、その尊敦が舜天であるが、これは「鬼ヶ島 = 琉球」説から始まり、これらは羽地朝秀（向象賢）の『中山世鑑』に明記されているが、源為朝の伝承は1609年の薩摩の琉球侵入以前からすでにあり、袋中の『琉球神道記』、1543年の『かたのはなの碑』、1546年の『漆継御門北之碑』などの碑文記にも明記され、『中山世鑑』を溯ること100年以前にはすでに存在しているため、薩摩の琉球侵入後に「日琉同祖論」を提唱した羽地朝秀の作為と断定することはできない、と述べている。一方、舜天の実在についての疑問は、舜天の活動期がオモロの盛行期の13世紀初頭でありながら、他の四王統（英祖王統・察度王統・第一尚氏・第二尚氏）の始祖がオモロで聖王として謡われているのに対して舜天が脱落していることであり、舜天の実在はオモロからすると否定的に考えられるが、1543年の碑文記に「大琉球国中山王尚清は、そんとんよりこのかた二十一代の王の御くらいを、つぎめしよわちへ」と明記されている以上、舜天の実在はまったく否定することもできない、と述べている。
石井望は、舜馬（すま）は宮古八重山に遺留する琉球古語の島だとして、順熙は北宋『集韻』にもとづき「すい」だとした。熙は形聲文字の「い」が主流であり、北宋では年號に用ゐられ、福建で「い」音で普及していたとする。よって舜馬順煕を「すますい」（島添）とする。舜天の母は大里按司の妹なので、島添大里に該当するとした。また、琉球の早期王權が与那原から佐敷に遷移したことが、與那原港内の島添大里の舜天王統から佐敷の尚巴志王統への權力移行と重なり、同時に須久名御嶽（そこにや嶽）から齋場御嶽への祭祀東遷とも重なり、實在性が高まるとする。これは新説のためまだ正否を評価されていない。

## 各王の概説

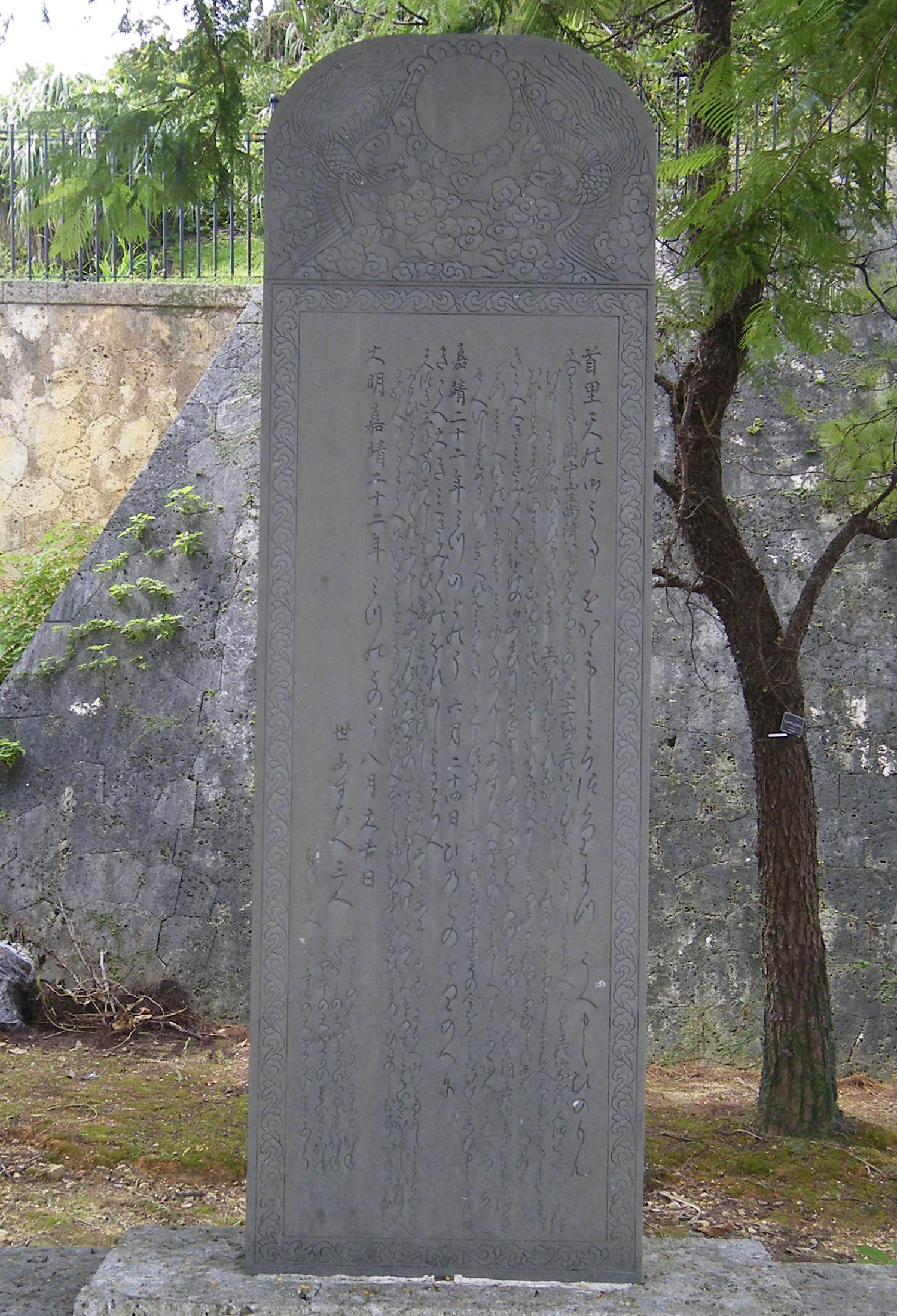
国王頌徳碑（かたのはなの碑）。沖縄県那覇市に所在。

### 初代・舜天
1166年（乾道2年）に生誕、琉球に渡った源為朝を父とする出自伝説をもつ。1180年（淳煕7年）に浦添按司となった。その後、天孫氏の25代目を滅ぼした臣下の利勇を討ち、1187年（淳煕14年）に、琉球国中山王に即位したとされる。1237年（嘉煕元年）に死去し、世子の舜馬順煕が即位した。
『中山世鑑』などの琉球の正史は、初代の王を舜天としており、『中山世鑑』成立前の「国王頌徳碑（かたのはなの碑）」などから、王国内で舜天が初代の琉球国王として認識されていたと考えられる。

### 第2代・舜馬順煕
1185年（淳煕12年）に生誕、1238年（嘉煕2年）に即位したが、琉球の正史には、彼の事績について、一つも記されていない。1248年（淳祐8年）に死去、世子である義本が即位した。

### 第3代（最後）・義本
1206年（開禧2年）に生誕、1249年（淳祐9年）に即位した。しかし、治世中に国内に飢饉や疫病が流行し、徳の無い自分の代わりに英祖に政治を任せたところ、災厄は収まった。1259年（開慶元年）、英祖に王位を譲ったとされ、これにより、舜天王統は滅び、英祖を祖とする英祖王統が始まったとされる。退位後の義本の消息は不明であるが、沖縄本島や奄美群島各地に彼を葬ったと伝えられる墓が存在している。
石井望は義本を玉城城の百名村の古氏「儀武」として、父の舜馬順熙の熙は北宋『集韻』に見られる形声文字の主流で「い」音だとして、島添は「すますい」となり、舜天王統の実在性を主張する。

## 陵墓

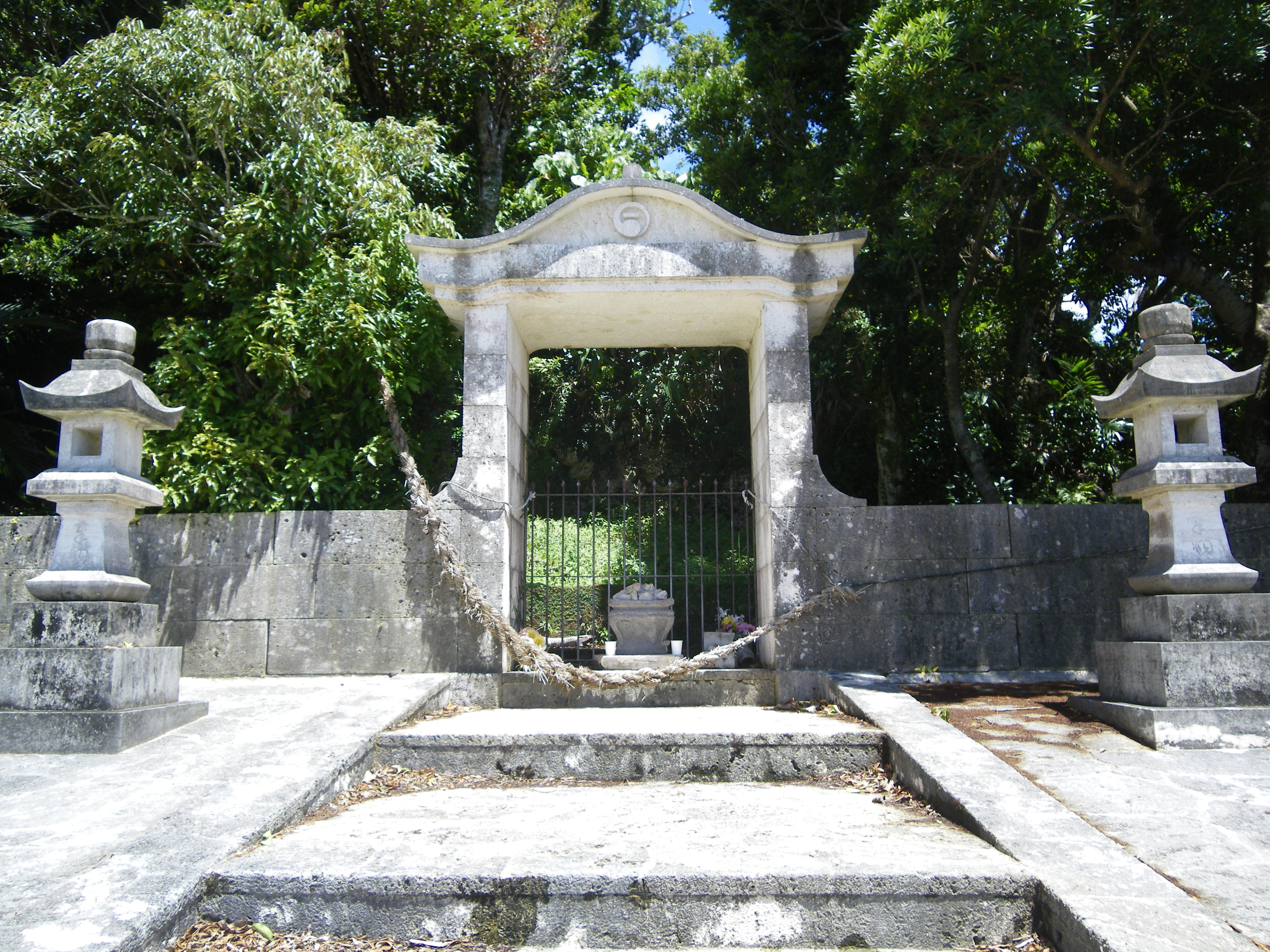
ナスの御嶽。

沖縄県中頭郡北中城村の仲順（ちゅんじゅん）に、「ナスの御嶽」とよばれる御嶽がある。その中に石垣があり、その奥の岩が当御嶽の本体（イベ）である。さらにその岩の上に、舜天と舜馬順煕を葬ったとされるコンクリート製の墓が存在する。また、義本も葬られているとされ、当御嶽は「義本王の墓」とも呼ばれている。
同県南城市字大里の南風原地区に所在する「食栄森（いいむい）御嶽」に、舜天を葬ったとされる墓がある。御嶽の基壇の中央に、頂上に宝珠のついた円筒形の墓があり、周辺住民はこれを「ボーントゥー墓」と呼んでいる。戦前まで、毎年中城御殿の使者も、参拝していたという。
義本を葬ったと伝えられる墓は、知られている中で、沖縄本島に8か所（そのうち国頭村に7か所）、そして鹿児島県奄美群島に2か所、計10か所に点在している。その中の一つに、沖縄県国頭郡国頭村の辺戸に、義本を葬ったと伝えられる「辺戸玉陵」という墓がある。これは、明治初期に第二尚氏によって改修させられ、近代的な構造になっている。